# Distretto di Chagai
Il distretto di Chagai è un distretto del Belucistan, in Pakistan, che ha come capoluogo Chagai. Nel 1998 possedeva una popolazione di 202.564 abitanti.